# Environmentální migrace
Environmentální migrace (anglicky environmentally-induced migration) je jev, kdy osoby byly donuceny dočasně, dlouhodobě nebo trvale opustit své původní bydliště v důsledku významného zhoršení stavu životního prostředí, které jim už nadále nemůže zajistit bezpečné živobytí, nebo/a v důsledku zásadní změny environmentálních procesů, které ohrožuje jejich existenci anebo vážně ovlivňuje kvalitu jejich života (např. náhlé přírodní katastrofy typu zemětřesení, povodně či hurikány).

## Definice
Podle Ženevské úmluvy o právním postavení uprchlíků z roku 1951 a jejího Protokolu z roku 1967 může být uprchlíkem pouze osoba, která je nucena překročit mezinárodní hranice kvůli opodstatněnému strachu z perzekuce na základě rasy, víry, národnosti, politického názoru nebo členství v určité sociální skupině. Proto z odborného hlediska je mnohem přesnější používat termín „environmentální migranti“, namísto pojmu „environmentální uprchlíci“, v němž už je obsažen prvek oprávněné snahy některých nevládních organizací změnit přístup mezinárodního společenství k těmto lidem, kteří jsou tak nuceni žít ve velmi složité situaci.

## Hlavní příčiny
Ačkoliv se přírodní zdroje, jako jsou pitná voda nebo půda, mohou zdát nevyčerpatelné, je v mnoha případech realita zcela opačná. Dlouhodobá devastace či zásadní změna životního prostředí, případně přírodní katastrofa mohou zásadně zasáhnout do života obyvatel daného území a tím je připravit o zdroje obživy nebo obydlí. Lidé v takto postižených oblastech jsou donuceni opustit své domovy a hledat bezpečí jinde. A právě takto vzniká proces environmentální migrace a problematika environmentálního uprchlictví.
Hlavní příčiny environmentální migrace lze rozdělit do několika základních kategorií:
1. Přírodní katastrofy (např. záplavy, zemětřesení, výbuchy sopek, hurikány)
2. Dlouhodobé přírodní změny významně ovlivněné člověkem (např. degradace půdy - dezertifikace, změny srážkového režimu)
3. Nehody a havárie (např. průmyslové, dopravní či jaderné)
4. Rozvojové projekty (např. výstavba přehrad nebo zavlažovacích zařízení, urbanizační procesy, výstavba dopravní infrastruktury, těžba přírodních zdrojů)
5. Ozbrojené konflikty a války spojené se zhoršováním stavu životního prostředí (např. konflikty o vodní zdroje, pastviny, ropu)

## Definice s vymezením typologie
Vzhledem k relativně krátkému zájmu o tuto problematiku není doposud ustálena jednotná definice environmentálních migrantů (uprchlíků), která je nutná nejen pro teoretické uchopení tématu, ale pro práci mezinárodních humanitárních organizací i národních vlád, které uvolňují prostředky pro potřeby těchto lidí. Nedávno však byla představena nová syntetická průřezová verze této definice s vymezením typologie pro jednotlivé kategorie:
1. Environmentálně motivovaní migranti opouštějí místo svého bydliště relativně dobrovolně, preventivně, kvůli vážné environmentální hrozbě (př. znečištění životního prostředí). Migrace v tomto případě může být chápána jako strategie zvládání kritické situace nebo způsob adaptace na nové či měnící se environmentální podmínky. Významnou roli mohou hrát i další migrační faktory, jako například politické či ekonomické.
2. Environmentální přesídlenci jsou nuceni opustit své bydliště kvůli ohrožení svých životů, živobytí a prosperity, které se ocitly ve vážném nebezpečí z důvodu negativního působení environmentálních procesů nebo přírodních katastrof, případně i lidské činnosti (Černobylská katastrofa). Tuto kategorii environmentálních migrantů můžeme rozdělit na dvě následující podkategorie podle rychlosti přicházejících změn:
  1. Rozvážní (pozvolní = slow-onset) environmentální přesídlenci mají „výhodu“ relativně delšího časového období a lepší možnost výběru cílové destinace pro nalezené nového domova a živobytí (především ve srovnání s následující subkategorií). Tito lidé mají delší zkušenost s environmentální degradací (př. půdní degradace, změna srážkového režimu) nebo periodicky se opakujícími přírodními katastrofami (povodně, hurikány, zemětřesení aj.).
  2. Rychlí (okamžití) environmentální přesídlenci jsou nuceni se přesídlit z místa jejich stálého pobytu téměř okamžitě před předpovězenou přírodní katastrofou nebo ihned po ní. Jejich bydliště, úrody či jiné způsoby obživy jsou ve většině případů kompletně zničeny.
3. Rozvojoví (development) přesídlenci nuceně opouští své bydliště v důsledku plánovaného využití území, na kterém žijí nebo kde vykonávají hospodářskou činnost. Jejich území je tak plánovaně využito pro nějakou rozvojovou činnost či projekt (např. stavba říční přehrady, zavlažovacích zařízení, dopravní infrastruktury, letišť, postupující urbanizace, etc.). Od předešlých kategorií se tito přesídlenci liší nejen v tom, že jejich přesídlení bylo plánováno s jistým předstihem, ale především i tím, že zde existuje jasná zodpovědnost za jejich vystěhování a tím i určité kompenzace (ne vždy to tak ale je).

Každá z těchto skupin migrantů má své specifika, zatímco u environmentálně motivovaných migrantů lze spíše očekávat permanentní migrace, tak u environmentálních přesídlenců to mohou být všechny druhy migrace – dočasná (do 1 roku), cyklická, dlouhodobá (1-3 roky), permanentní (déle než 3 roky).
Vzhledem ke složitosti problému a relativně krátké délce jejího zkoumání neexistují žádné věrohodné statistiky, které by dokumentovaly skutečný rozsah tohoto fenoménu. Odhady současného počtu tohoto typu migrantů se pohybují mezi 10 až 25 miliony osob. Někteří autoři předpokládají nárůst počtu uprchlíků v důsledku možné změny klimatu až na 150-200 milionů v roce 2050.